# Мадонна у кріслі
«Мадонна в кріслі» (італ. Madonna della Seggiola) — картина олією на дереві (діаметр 71 см) італійського художника Раффаелло Санті, датована приблизно 1513–1514 роками. Зберігається в Палатинській галереї у Палаццо Пітті (Флоренція).

## Історія
Робота перебувала в колекціях Медічі з першої половини XVI століття і, судячи з формату таблиці, була, безумовно, створена для приватної колекції. Наявність «катедрального крісла», композиційна складність та інші деталі дозволили висунути гіпотезу про те, що твір було замовлено папою Левом Х і надіслано ним своїм родичам до Флоренції. Вже в Уффіці він був призначений для королівського палацу з початку вісімнадцятого століття. В інвентарях 1723 і 1761 років твір згадується в спальні великого принца Фердинандо Медічі, тоді як пізніше він був поміщений в Зала ді П'єтро да Кортона, а після Леопольдинської перебудови картинної галереї, в Зала лі Джіове (1771), а потім у Марсі (1793). Під час наполеонівських пограбувань картина перебувала у Парижі з 1799 по 1815 рік . Повернувшись у Флоренцію, з 1882 року вона перебувала в Зала ді Сатурно разом з іншими роботами Рафаеля.
Згідно з народним переказом, натхнення для цієї роботи прийшло до художника, коли він проходив через Веллетрі, де він побачив місцеву селянку, яка колисала на колінах свою дитину, і відразу ж захотів зобразити їх там на кришці бочки.

## Опис
Свою назву твір отримав від катадрального крісла, на якому сидить Марія з Немовлям на руках: обидва повернуті до глядача, але в той час як Марія дивиться прямо перед собою, Дитя ніби дивиться в іншу точку. Іван Хреститель є свідком сцени праворуч, коли він виходить із темного фону і робить жест молитви до Марії.
Щоб тримати Немовля на руках, Мадонна піднімає одну з двох ніг, покритих блакитною тканиною, ковзаючи майже вперед: таким чином тіло Марії приймає положення, яке створює круговий візуальний ритм, який ніби натякає на колисання колиски. Вона нахиляє голову до свого сина, змушуючи обидві голови торкатися, створюючи ситуацію інтимної знайомої солодкості. За формальною красою стоїть дуже складна геометрична композиційна схема, заснована на кривих і контркривих по відношенню один до одного і до круглості опори.
Надзвичайно точні деталі роблять твір великої формальної вишуканості. Від блиску золотої бахроми на спинці крісла, до вишивок на східно-зеленій шалі Богородиці, до дослідженого поєднання теплих кольорів у центрі картини та холодних по краях. Велике візуальне багатство робить твір «безсумнівно одним із найбільших шедеврів мистецтва Відродження».